# Viktor Ernst Peppel
Viktor Ernst Peppel este un poet de limba germană, originar din România.

## Scrieri
- Besuch zu Hause. Gedichte, București, Editura Albatros, 1984 [1]
- Streiflichter. Gedichte, Editura Kriterion, București, 1986
- Stunden der Heimat. Gedichte, București, Editura Albatros, 1987